# Aeropuerto de Nuuk
El Aeropuerto de Nuuk (en groenlandés: Mittarfik Nuuk), también llamado Aeropuerto Internacional de Nuuk (IATA: GOH, OACI: BGGH), es el aeropuerto de la capital de Groenlandia, Nuuk (Dinamarca). En este aeropuerto tiene su base principal la compañía bandera de Groenlandia, Air Greenland. La orientación de su pista es 23-05 y su longitud es de 2200 metros. Está a una altitud de 283 pies. Este aeropuerto, al igual que todos los de Groenlandia, está dirigido por la Mittarfeqarfiit, la autoridad aeroportuaria de Groenlandia. En el año 2008 atendió a 63.575 pasajeros. Con una conexión a Keflavik con Air Iceland y Air Greenland (esta ruta se inauguró con la compra de los nuevos Dash 8 Q100, para sustituir a los viejos Dash 7) es uno de los seis aeropuertos groenlandeses internacionales.

## Aerolíneas y destinos
En este aeropuerto operan Air Greenland y Air Iceland con las siguientes rutas:

### Destinos nacionales
| Ciudad        | Nombre del aeropuerto       | Aerolíneas    |
| ------------- | --------------------------- | ------------- |
| Groenlandia   |                             |               |
| Maniitsoq     | Aeropuerto de Maniitsoq     | Air Greenland |
| Paamiut       | Aeropuerto de Paamiut       | Air Greenland |
| Kangerlussuaq | Aeropuerto de Kangerlussuaq | Air Greenland |
| Sisimiut      | Aeropuerto de Sisimiut      | Air Greenland |
| Aasiaat       | Aeropuerto de Aasiaat       | Air Greenland |
| Narsarsuaq    | Aeropuerto de Narsarsuaq    | Air Greenland |
| Kulusuk       | Aeropuerto de Kulusuk       | Air Greenland |

### Destinos internacionales
| Estados Unidos (1 destino [estacional], 1 aerolínea) |                                             |                                                                                           |
| Newark                                               | Aeropuerto Internacional Libertad de Newark | United Airlines (Estacional) (inicia el 14 de junio de 2025)                              |
| Europa                                               |                                             |                                                                                           |
| Dinamarca                                            |                                             |                                                                                           |
| Copenhague                                           | Aeropuerto de Copenhague-Kastrup            | Air Greenland / Scandinavian Airlines System (Estacional) (inicia el 27 de junio de 2025) |
| Islandia                                             |                                             |                                                                                           |
| Reikiavik                                            | Aeropuerto Internacional de Keflavik        | Air Greenland (Estacional) / Air Iceland (Estacional)                                     |

## Accidentes
- El 7 de junio de 2008, un Eurocopter AS350 de Air Greenland se estrelló en la pista del aeropuerto. No hubo víctimas, pero el helicóptero sufrió daños irreparables.

- El 4 de marzo de 2011, un Dash 8 de Air Iceland sufrió el colapso de su tren de aterrizaje mientras aterrizaba en la pista. No hubo víctimas, pero el avión quedó seriamente dañado.